# Jon Christensen

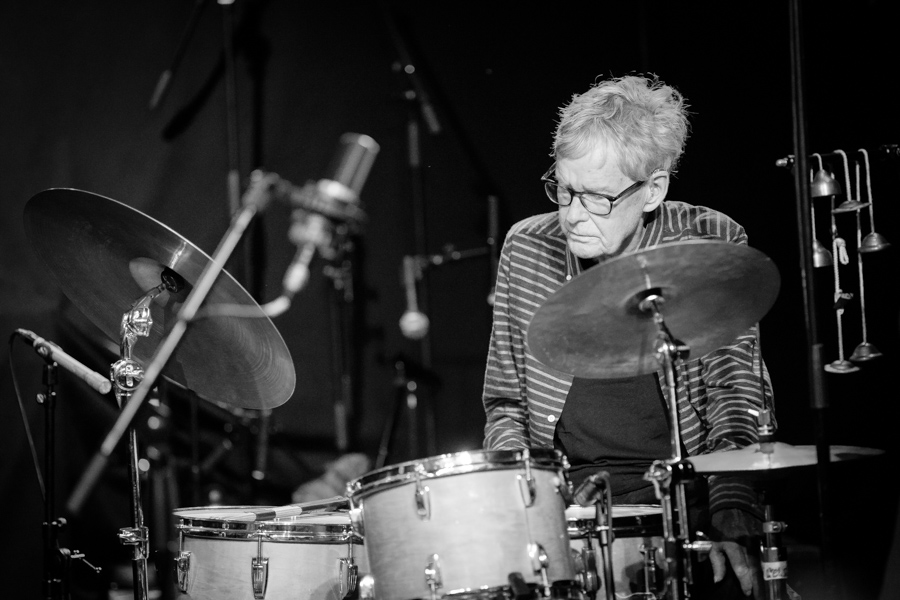
Jon Christensen 2018

Jon Christensen, född 20 mars 1943 i Oslo, död 18 februari 2020 i Sagene i Oslo, var en norsk jazzpercussionist. 

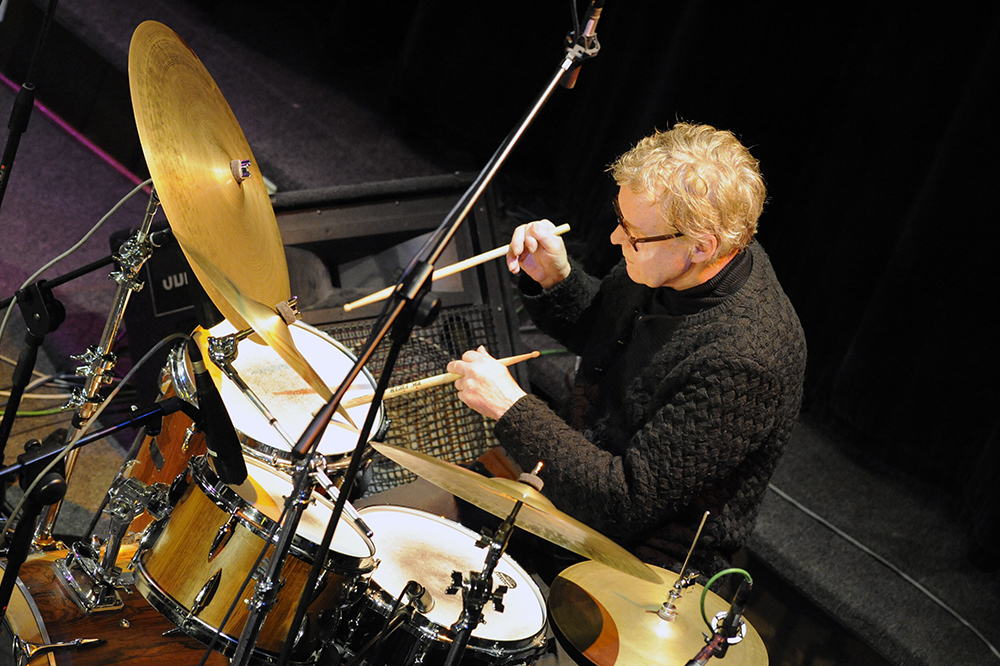
NorPolBridge i Warszawa, Polen - januari 2011

Han arbetade med Jan Allan/Rune Gustafsson, Bobo Stenson/Palle Danielsson, Lars Danielsson kvartett, finske Iro Haarla, danska Alex Riel och Cæcilie Norby, och de amerikanska artisterna Steve Kuhn, Stan Getz, Sonny Rollins, Dexter Gordon, Keith Jarrett och John Scofield.
Jon Christensen var en av de unga norska musiker Gerge Russell samarbetade med under sin tid i Sverige under 60-talet.
Han förekommer på många skivor från skivbolaget ECM med artister som Keith Jarrett, Jan Garbarek, Bobo Stenson, Eberhard Weber, Ralph Towner, Barre Phillips, Enrico Rava, John Abercrombie,  Michael Mantler, Miroslav Vitouš, Rainer Brüninghaus, Charles Lloyd, Dino Saluzzi och Tomasz Stańko.

## Utmärkelser
- 1967 - Buddyprisen[3]
- 1984 - Gammleng-prisen